# Сосмак
Сосма́к (рос. Сосмак) — присілок в Можгинському районі Удмуртії, Росія.
Урбаноніми:
- вулиці — Зарічна, Квіткова, Лісова, Центральна

## Населення
Населення — 131 особа (2010; 180 в 2002).
Національний склад станом на 2002 рік:
- татари — 85 %